# 그림 언어
형식 언어 (Picture language) 이론 가운데 그림 언어는 그림이 알파벳을 2차원적 특성의 배열을 갖는 것이다.
예를 들어, 언어 {\displaystyle L=\left\{a^{n,n+1}\mid n>0\right\}} {\displaystyle a} 문자로 구성된 직사각형의 언어로 정의한다.
이 언어 {\displaystyle L} 다음과 같은 사진이 포함된다.
{\displaystyle {\begin{pmatrix}a\\a\end{pmatrix}},{\begin{pmatrix}a&a\\a&a\\a&a\end{pmatrix}},{\begin{pmatrix}a&a&a\\a&a&a\\a&a&a\\a&a&a\end{pmatrix}}\in L}
그림 언어 연구는 처음에는 패턴 인식 및 이미지 처리 문제에 의해 동기가 부여되었지만 2 차원 패턴은 셀룰러 오토마타 및 기타 병렬 컴퓨팅 모델의 연구에서도 나타난다. 형식 체계는 배열 문법과 타일링 시트템과 같은 그림 언어를 정의하게 만들어졌다. 

## 참고 문헌
- D. Giammaresi, A. Restivo. 2 차원 언어 . A. Salomaa에서 G. Rozenberg (Eds. ), Handbook of Formal Languages, Vol. 3, Beyond Words, Springer, Berlin, 1997년, pp. 215 ~ 267.